# ايمري هورفاث (سياسي)
ايمري هورفاث (بالمجرية: Horváth Imre)‏ هو دبلوماسي وسياسي مجري، ولد في 19 نوفمبر 1901 في بودابست في المجر، وتوفي بنفس المكان في 2 فبراير 1958. حزبياً، نشط في الحزب الشيوعي المجري ‏.

## وصلات خارجية
- ايمري هورفاث (سياسي) على موقع مونزينجر (الألمانية)